# Strychnos millepunctata
Strychnos millepunctata là một loài cây bụi hoặc cây cỡ nhỏ thuộc họ Loganiaceae. Đây là loài đặc hữu của Côte d'Ivoire và mọc ở các vùng đất thấp trong rừng Đông Guinea nơi chúng hiện đang bị đe dọa vì mất môi trường sống. S. millepunctata đã được nghiên cứu vì các đặc tính dược lý của các chất ancaloit của loài này.